# Synoicum beauchampi
Synoicum beauchampi är en sjöpungsart som först beskrevs av Radovan Harant 1927.  Synoicum beauchampi ingår i släktet Synoicum och familjen klumpsjöpungar. Inga underarter finns listade i Catalogue of Life.